# Chancenay
Chancenay é uma comuna francesa na região administrativa de Grande Leste, no departamento de Haute-Marne. Estende-se por uma área de 9,86 km². Em 2010 a comuna tinha 1 090 habitantes (densidade: 110,5 hab./km²).